# Nobreza da Itália

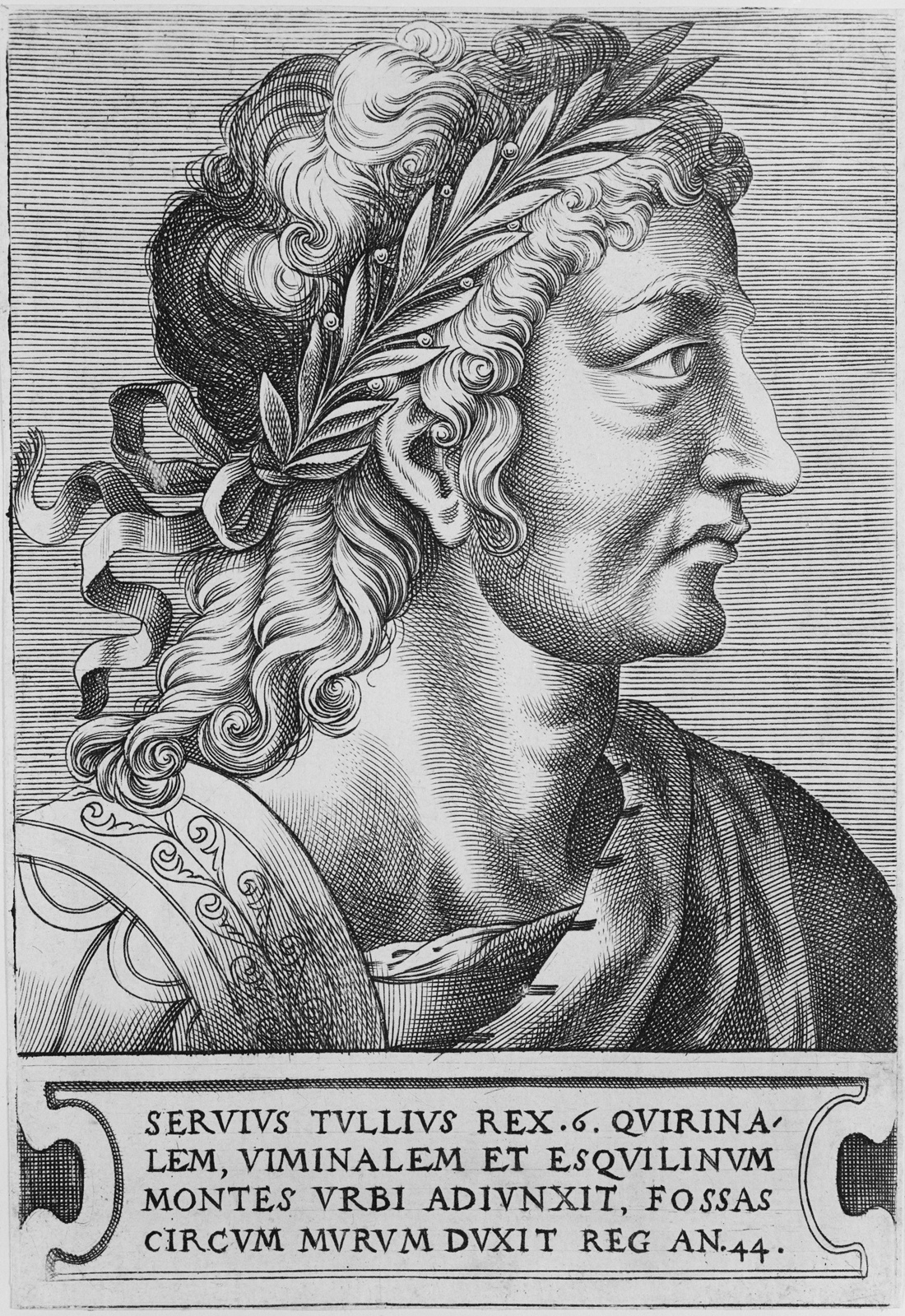
Retrato imaginário de Sérvio Túlio, sexto rei de Roma, que teria estabelecido pela primeira vez na história da Itália os conceitos fundamentais da nobreza, em essência seguidos até a contemporaneidade.

A nobreza da Itália foi a classe social superior na Itália até o advento da República Italiana. Os nobres tinham um estatuto legal específico, e eram detentores da maior parte das riquezas e de diversos privilégios negados às outras classes, principalmente políticos. Na maioria dos antigos estados italianos pré-Unificação era a única classe que tinha acesso aos cargos de alto escalão do governo. Também praticamente monopolizaram por longo tempo os postos mais distinguidos nas milícias e na Igreja Católica. Houve vários sistemas diferentes de nobreza ao longo do tempo e nas várias regiões.

## Origens
A nobreza italiana remonta à Roma Antiga. Depois de sua fundação como cidade-Estado, seu primeiro sistema de governo foi uma monarquia, com um rei que concentrava vários poderes e era assistido pelo senado e por outros oficiais. A elite aparentemente era um patriciado, composto por cerca de 200 famílias que alegavam descendência dos clãs fundadores, derivados de povos itálicos e etruscos que viviam em aldeias na área há milênios. Essas famílias, chamadas gentes, controlavam o senado e as principais instâncias do governo, e detinham a maior parte das terras e riquezas, mas pouco se sabe de sua sociedade, ainda envolta em lenda. Sérvio Túlio, o sexto rei de Roma, teria sido o primeiro a dividir a população em classes a partir dos critérios da riqueza, antiguidade e prestígio familiar, cada classe com direitos e deveres distintos, consagrando alguns dos principais fundamentos da nobreza como classe e como conceito ao longo dos milênios que viriam.
Mais tarde, instaurou-se uma república, onde a elite reorganizou seu patriciado, continuando a ser a classe que monopolizava o poder. Essas famílias mantinham uma grande rede de “clientes”, como se chamavam os membros mais pobres e distantes do tronco dominante, incluindo também amigos e meros parasitas, aos quais o chefe da gens dispensava ajuda e favores em troca de lealdade e, muitas vezes, da prestação de serviços diversos na administração do patrimônio gentílico, formando verdadeiras “empresas” familiares, cristalizando um costume entre as famílias da elite que se perpetuou por milênios depois e que misturava tranquilamente interesses privados com negócios de Estado.
Após o século II, outros grupos sociais de menor relevância, ao adquirirem projecção social e política, passam a participar ao lado das gens nas tarefas administrativas, levando ao surgimento da nobilitas (nobreza romana), definida pelo conjunto específico daqueles que exerciam cargos e funções civis e militares no aparelho burocrático do Império Romano tardio.

## Evolução

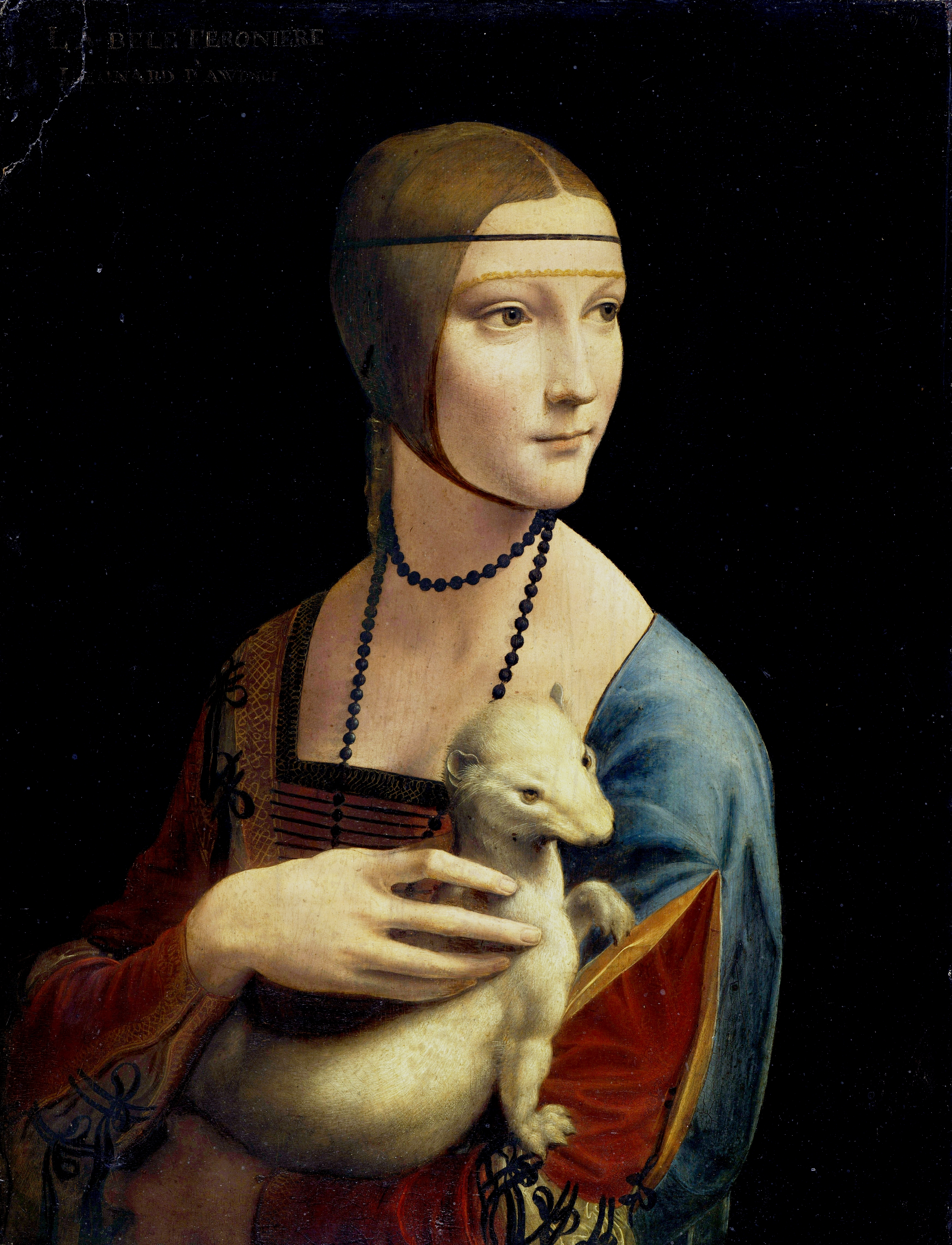
Cecilia Gallerani, nobre italiana do Renascimento, na pintura Dama com Arminho, de Leonardo da Vinci, c. 1490. Museu Czartoryski.

Na Idade Média, quando os imperadores romano-germânicos do dominavam boa parte da península Itálica, a nobreza nem sempre foi hereditária, os nobres em geral não tinham títulos específicos, e eram na maioria das vezes chefes militares e administradores imperiais de feudos e cidades, os condes, signori (senhores) ou domini, na versão latina.
Depois do fim do Reino Itálico (século XI), houve um período de anarquia, e muitas cidades italianas se reorganizaram como repúblicas independentes ou semi-independentes, criando um sistema de patriciado semelhante ao da Roma Antiga. Continuava a ser a classe governante, e apesar da constituição republicana das cidades, era uma forma de nobreza, de caráter hereditário e familiar. Com isso definiam-se os dois tipos de nobreza italiana: a de origem monárquica, e a de origem cívica, que ao longo das eras interagiram em frequente conflito, disputando a primazia do poder, mas em outros momentos atuaram em concerto. Nessas cidades as lutas intestinas foram uma constante na Idade Média e Moderna, formavam-se partidos de acirrada e mortal rivalidade, e não poucas guerras nasceram disso. Várias formas de governo foram tentadas para alcançar um equilíbrio justo de influência entre os partidos, como a instituição da Podesteria e da Signoria, na qual pessoas de boa formação jurídica e cultural, em regra extraídas da nobreza, eram convidadas pelos conselhos para assumir a chefia do Executivo por mandatos temporários, que em geral eram de um ou dois anos. Neste posto elas podiam escolher uma equipe de assessores, como notários, juízes, advogados, oficiais e chefes militares, formando uma Cúria ou Conselho. Os podestà e signori em geral eram nativos de outras cidades, a fim de que suas ligações familiares não interferissem na administração da Justiça e no governo. Seus auxiliares na Idade Média também em geral eram nobres de nascença, pois só a nobreza tinha meios de financiar uma educação sólida intelectual e militar para seus filhos. Mas com a consolidação dos patriciados urbanos, esses patrícios também enriqueceram e se qualificaram, voltando a disputar as principais posições com os nobres, e não demorou muito para o patriciado conseguir impedir totalmente o acesso ao governo para os nobres em grande número de cidades, enquanto estes permaneciam mais influentes na zona rural, onde tinham seus feudos. Por outro lado, é um indicativo da tensão permanente o fato de que muitos podestà e signori acabaram tomando o poder de forma vitalícia, e mais tarde hereditária, fundando dinastias que transformavam as cidades-estado em novos reinos, condados ou ducados, e as cúrias que os assessoravam se tornavam suas cortes.
Na Idade Moderna, generalizou-se o sistema da nobreza hereditária e extensível às famílias, surgindo titulações diversificadas, mas elas variavam em cada local. No entanto, nem todos os membros das famílias tituladas detinham os mesmos direitos políticos. Até a formação do Reino da Itália em muitos casos somente o chefe da Casa podia ostentar o título, herdado em geral pelo seu primogênito varão; mesmo assim, todos os seus outros filhos, homens ou mulheres, eram considerados nobres e recebiam a titulação informal de nobili ("nobres"), transmitindo nobreza à sua própria descendência perpetuamente, mas não transmitiam o título. Em outros casos, todos os varãos herdavam e transmitiam o título.

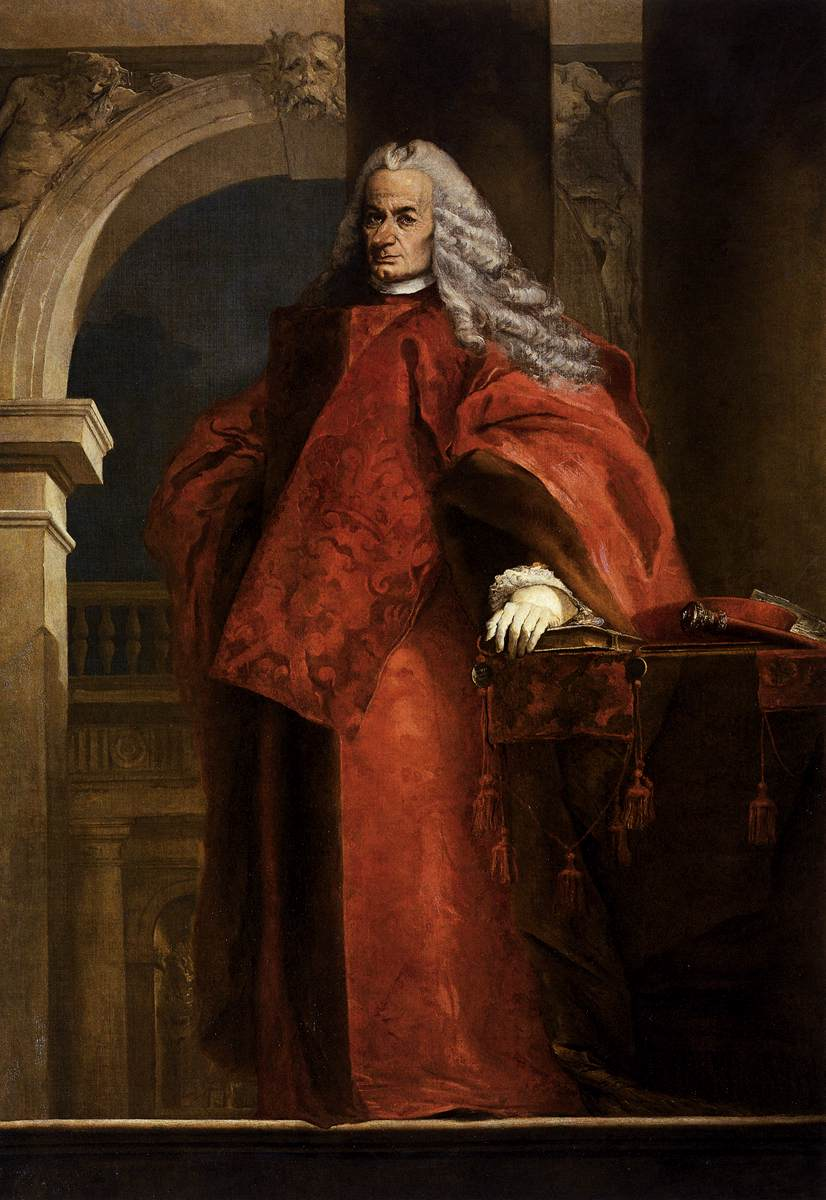
Daniele Dolfin, patrício veneziano do século XVIII.

Em algumas cidades onde havia patriciado (a grande maioria), como Veneza, somente alguns poucos membros de cada família patrícia podiam casar e gerar prole legalmente, a fim de não ampliar demasiado a classe governante, e só esses tinham acesso efetivo ao governo. Multiplicaram-se assim ramos que eram considerados patrícios informalmente, casavam entre patrícios sem desonrá-los, mas eram privados de vários direitos políticos. É característica do sistema italiano a existência também de famílias que jamais receberam algum título nem foram patrícias, mas eram oficialmente nobres hereditários, formando uma classe comparável à nobreza não titulada de outros países, como a Alemanha e os Países Baixos.
Ao longo da história,a nobreza foi sempre se reestruturando para acompanhar o curso dos acontecimentos e as mudanças sociais, invariavelmente monopolizando os principais cargos administrativos, jurídicos e eclesiásticos e detendo muitos outros privilégios. Algumas famílias vieram a se tornar “reinos” maiores que reinos, com extenso número de membros, títulos e posses espalhados por toda a península Itálica e mesmo no estrangeiro, formando uma rede de sólidos relacionamentos de parentesco e interesse que ultrapassava largamente as fronteiras geográficas do seu Estado de origem e influía nos destinos de grandes regiões, de fato, criando boa parte da História dessas regiões, como observou Campanile.
Eram vários os critérios para que uma família ou indivíduo fossem enobrecidos, mas cada um dos muitos estados existiram na península Itálica estabeleceu suas próprias regras. Na maioria dos estados, os nobres precisavam atestar por várias gerações o não envolvimento direto com atividades mecânicas e rudes, consideradas indignas da nobreza; em geral era exigida também tradição familiar consolidada e uma riqueza expressiva, baseada em geral na posse hereditária da terra, mas também podiam ser enobrecidos plebeus que se distinguissem nas armas, nas carreiras jurídicas e eclesiásticas, e mesmo no comércio e nas artes. Ao longo dos séculos, muito se discutiu quais desses critérios eram mais ou menos justificáveis, se a mulher podia ser fonte de nobreza, e se a nobreza moral era equiparável à nobreza tradicional. A nobreza não estava necessariamente associada à riqueza ou à posse hereditária de um feudo, e muitas vezes não esteve. Como as honras oficiais e a maior parte das riquezas das famílias nobres passavam em geral aos homens, em particular ao primogênito, a concentração da herança na primogenitura fez com que muitos ramos cadetes empobrecessem. Isso podia acarretar a perda do estatuto. Da mesma maneira como havia exigências para enobrecimento, havia critérios para a perda da nobreza, como a decadência moral, empobrecimento além de certo nível, envolvimento em crimes graves ou traição ao governo.
A nobreza italiana foi numerosa. Von Ranke calculava que no século XVIII havia cerca de nove mil famílias nobres na Itália, com um total estimado de 144 mil indivíduos nobres, mas ele refere que eram poucos em relação a outros estados europeus, como a Espanha, que tinha uma população comparável mas quase três vezes mais nobres. Mesmo assim, sempre foi uma classe minoritária, e somente Milão na época tinha cerca de 100 mil habitantes.
Após a fundação do Reino da Itália em 1861 toda a nobreza nacional foi submetida a um recenseamento e o estatuto foi reorganizado, passando a ser uma honra quase meramente decorativa, sem implicar em acesso ao governo e praticamente sem qualquer prerrogativa legal especial. Ao mesmo tempo, a maioria dos patriciados formais foi abolida. Neste processo de reorganização, para que as antigas famílias permanecessem na nobreza passou a ser necessário efetuarem uma requisição ao governo, que podia ou não ratificar o seu estatuto. A requisição exigia a atestação documental da outorga dos títulos e privilégios, mas como muitas famílias eram nobres há muitos séculos, às vezes há milênios, em muitos casos já haviam perdido a sua documentação primitiva, impedindo seu reconhecimento. Esta situação previsivelmente causou grande polêmica, pois afetava a maioria das famílias mais tradicionais da Itália. O recenseamento ainda não havia sido concluído quando foi proclamada a república em 1946. Com a adoção da Constituição da República Italiana em 22 de dezembro de 1947, todos os títulos de nobreza deixaram de ser legalmente reconhecidos. Alguns predicati (designações territoriais) reconhecidos antes de 1922 podiam continuar a ser anexados aos sobrenomes e utilizados em documentos legais. Na prática, isso significava que, por exemplo, "Fulano, Duque de Algum Lugar" ou "Princesa Fulana do Reino Tal" poderiam se tornar "Fulano di Algum Lugar" ou "Fulana della Tal", respectivamente, em documentos oficiais italianos.
Em 1967, a Corte Constitucional estabeleceu definitivamente que a legislação heráldica-nobiliárquica do Reino da Itália não tem mais validade. Apesar disso, algumas ordens soberanas de cavalaria continuaram a conceder ou reconhecer títulos, e várias instituições privadas, principalmente o Collegio Araldico e o Corpo della Nobiltà Italiana, reivindicam modernamente continuar as funções da antiga Consulta Araldica instituída no século XIX, o organismo oficial do governo que administrava as questões da nobreza. Essas instituições não têm nenhuma representação oficial ou direitos legais para reconhecer ou conceder títulos.